# Leptogenys bohlsi
Leptogenys bohlsi är en myrart som beskrevs av Carlo Emery 1896. Leptogenys bohlsi ingår i släktet Leptogenys och familjen myror.

## Underarter
Arten delas in i följande underarter:
- L. b. bohlsi
- L. b. weiseri

## Bildgalleri

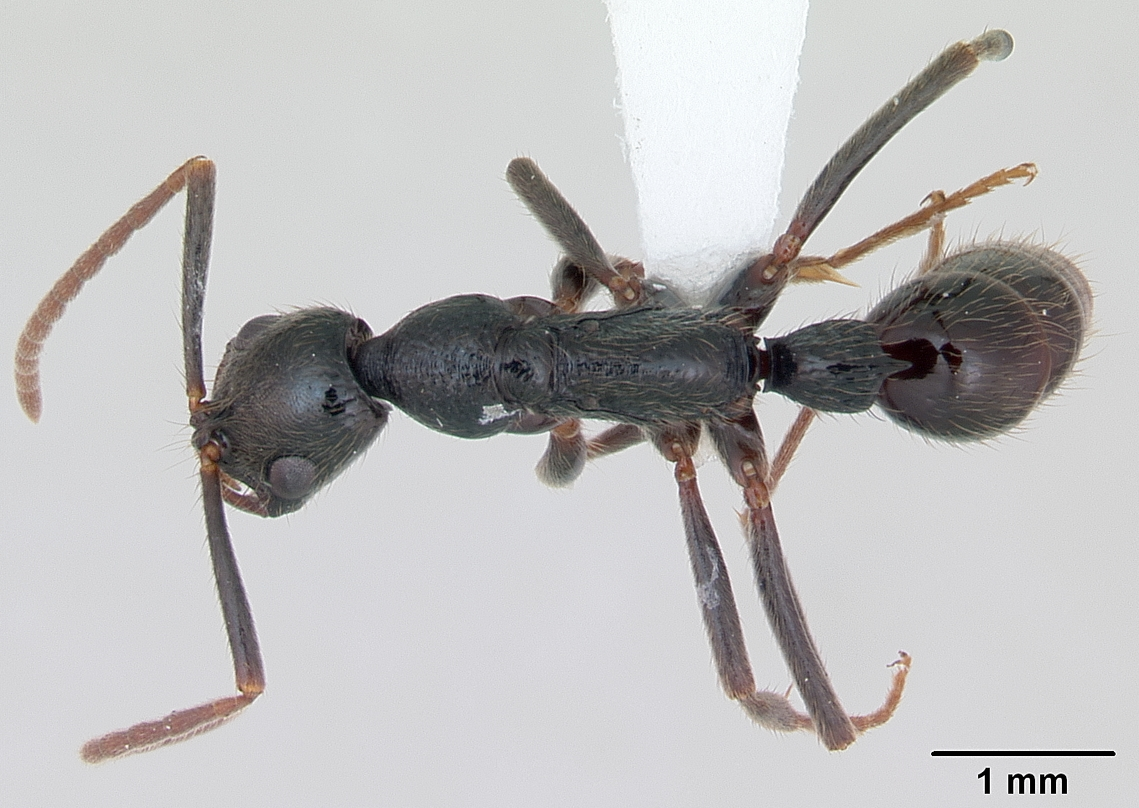
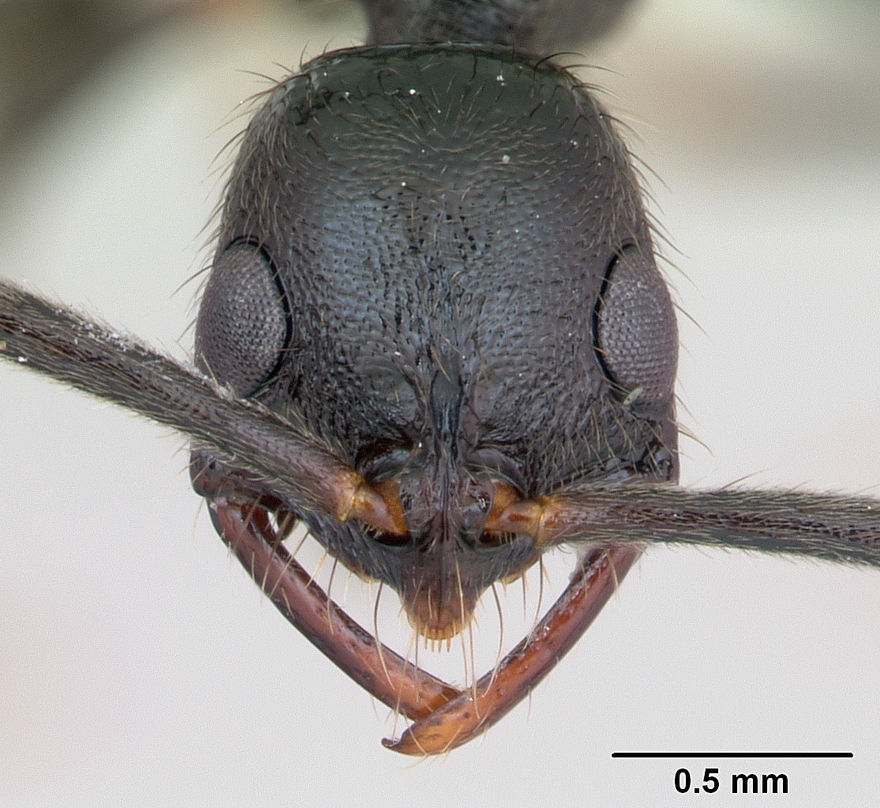
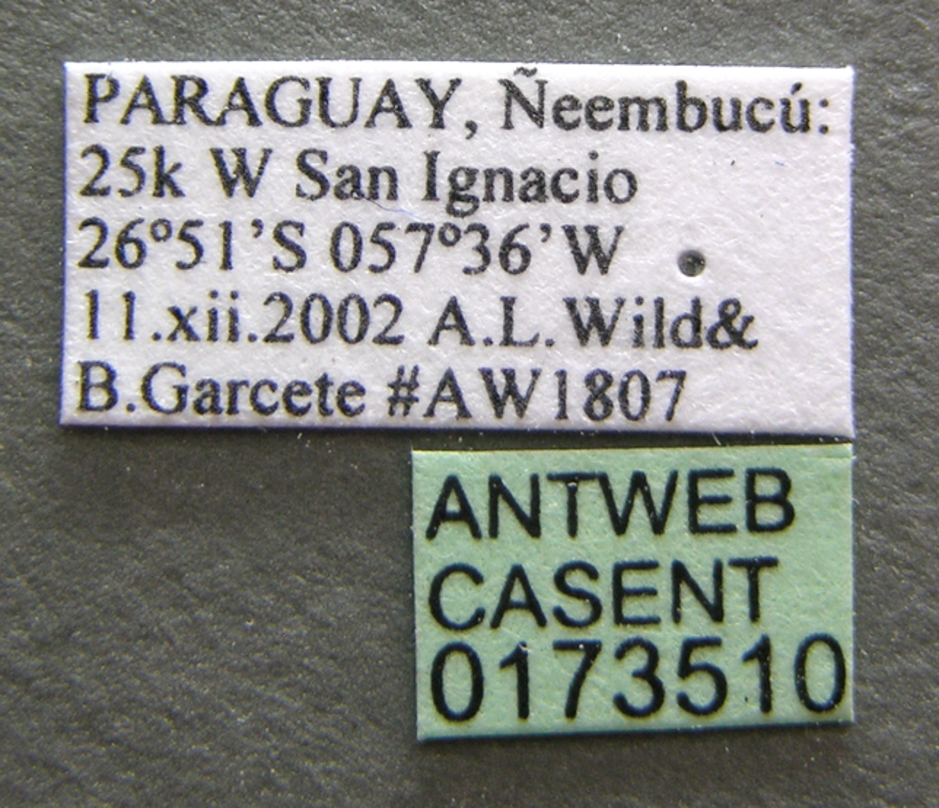
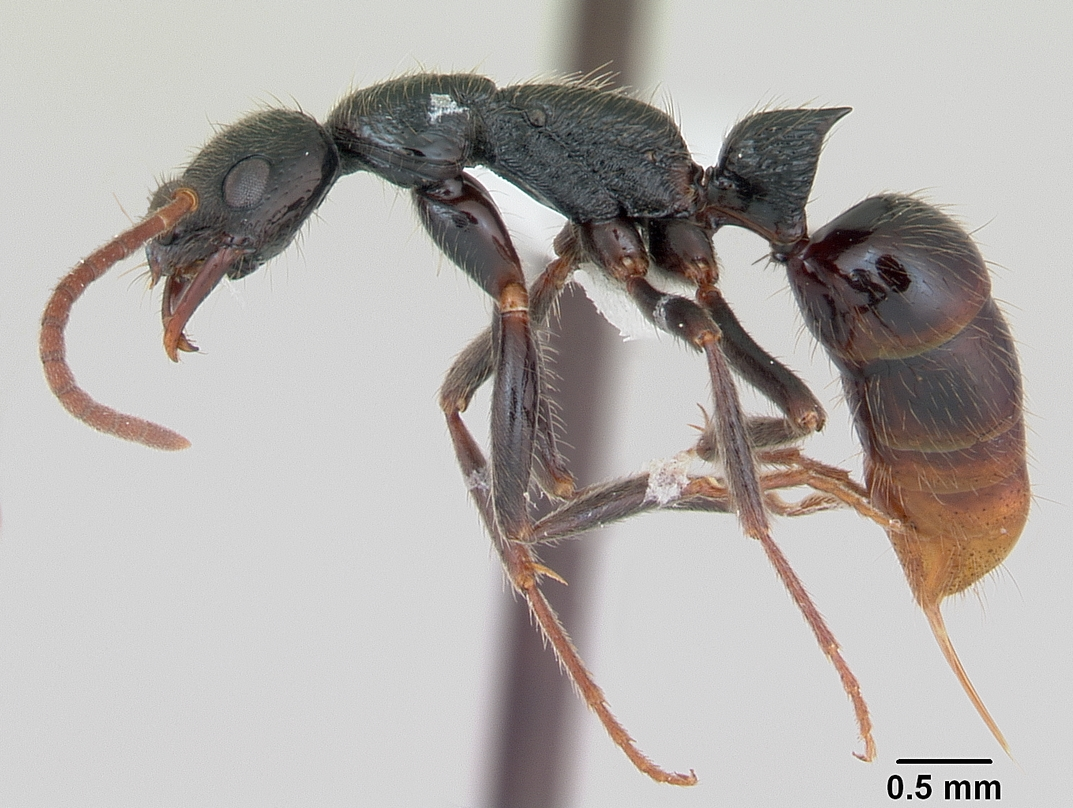